# ريتشارد آركرايت
السير ريتشارد آركرايت (بالإنجليزية: Sir Richard Arkwright) (ولد 1732 - توفي 3 آب /أغسطس 1792) مخترع إنجليزي، كانت أبرز أعماله في مجال الغزل والنسيج. حيث لقب بمؤسس نظام المصانع، وباختراعه آلات الغزل للقطن التي تستطيع القيام بما تقوم به مئات الأيدي العاملة وكذلك مصانع القطن التي بناها وأنشأها، كان له الفضل في وضع أسس الثورة الصناعية، بالإضافة إلى أنه قام عام 1769 بتطوير المغزل الآلي الذي اخترعه جيمس هارجريفز James Hargreaves عام 1764.

## عيوب غزل القطن الأولى
وقبل أن نستطيع إدراك التغييرات الصناعية التي أدخلها آركرايت لصناعة الغزل والنسيج إدراكاً تاماً، يتعين علينا أن نلقي نظرة على تاريخ الغزل والنسيج للقطن، فبالرغم من أن القطن عرفت صناعته منذ آلاف السنين في الصين ومنطقة الشرق الأوسط إلا أنه لم يدخل أوروبا إلا قليلا وبشكل غير واسع في العصور الوسطى، ولقد وصل بريطانيا عندما دخلتها حرفة غزل القطن مع المهاجرين من الأراضي الأخرى في أواخر القرن السادس عشر، وكان قدامى القائمين بصناعة غزل القطن يعملون في دورهم، ولا يستخدمون من القوى سوى أيديهم في غزل القطن ونسجه، ولكن القطن المغزول باليد كان يصعب تنسيقه وينتج غير منتظم السمك، وضعيفا إلى حد ما حتى إنه في ذلك الحين ولفترة قرن ونصف من الزمان لم يكن باستطاعتهم نسج القماش من القطن الخالص، وكبديل أنتجت مادة أطلق عليها الفستيان (Fustian) كانت تستخدم خيوط الكتان القوية للسداة Warp (الخيوط التي تمر طولا خلال النسيج)، بينما استخدم القطن الأكثر ضعفا في اللحمة (Weft) وحدها (الخيوط التي تمر عبر النسيج عرضا)، ولما كان الكتان أغلى من القطن وأصعب منالا كانت الحاجة ملحة للاهتداء إلى وسيلة ما لإنتاج خيوط قطنية قوية تجعل من الممكن انتاج أقمشة تعتمد على القطن بشكل كامل، وتكون من القوة بحيث لا تبلى بسرعة.
وفي عام 1733 اخترع جون كاي المكوك الطائر، الذي جعل في مقدور النساجين إنتاج كمية من القماش أكثر عرضاً، وأن يكون أسرع نسجاً.
ومع مجموعة من التحسينات التي أدخلت على آلات صناعة النسيج القطني ازدادت الحاجة إلى الخيوط القطنية، وفي حوالي عام 1767 اخترع جيمس هارجريفز آلة ودولاب الغزل، وهي آلة جعلت من الممكن لشخص واحد فقط غزل إنثي عشر خيطا وبل قد يصل الإنتاج إلى 24 خيطا في آن واحد، وسميت المغزل الآلي ولكن دولاب الغزل هذا كان يدار باليد أيضا، وبالرغم من أن إنتاجه من القطن كان أوفر من إنتاج عجلة الغزل القديمة، إلا أن الجودة والمتانة للأنسجة لم تتحسن، وظل إنتاج الخيط القطني الذي يمكن استخدامه كسداة للنسيج مشكلة، حيث كان ريتشارد آركرايت هو الذي وجد حلا لها، وصنع آلاته في مصنعه الخاص به وبمعاونة جون كاي الساعاتي.

## النشأة

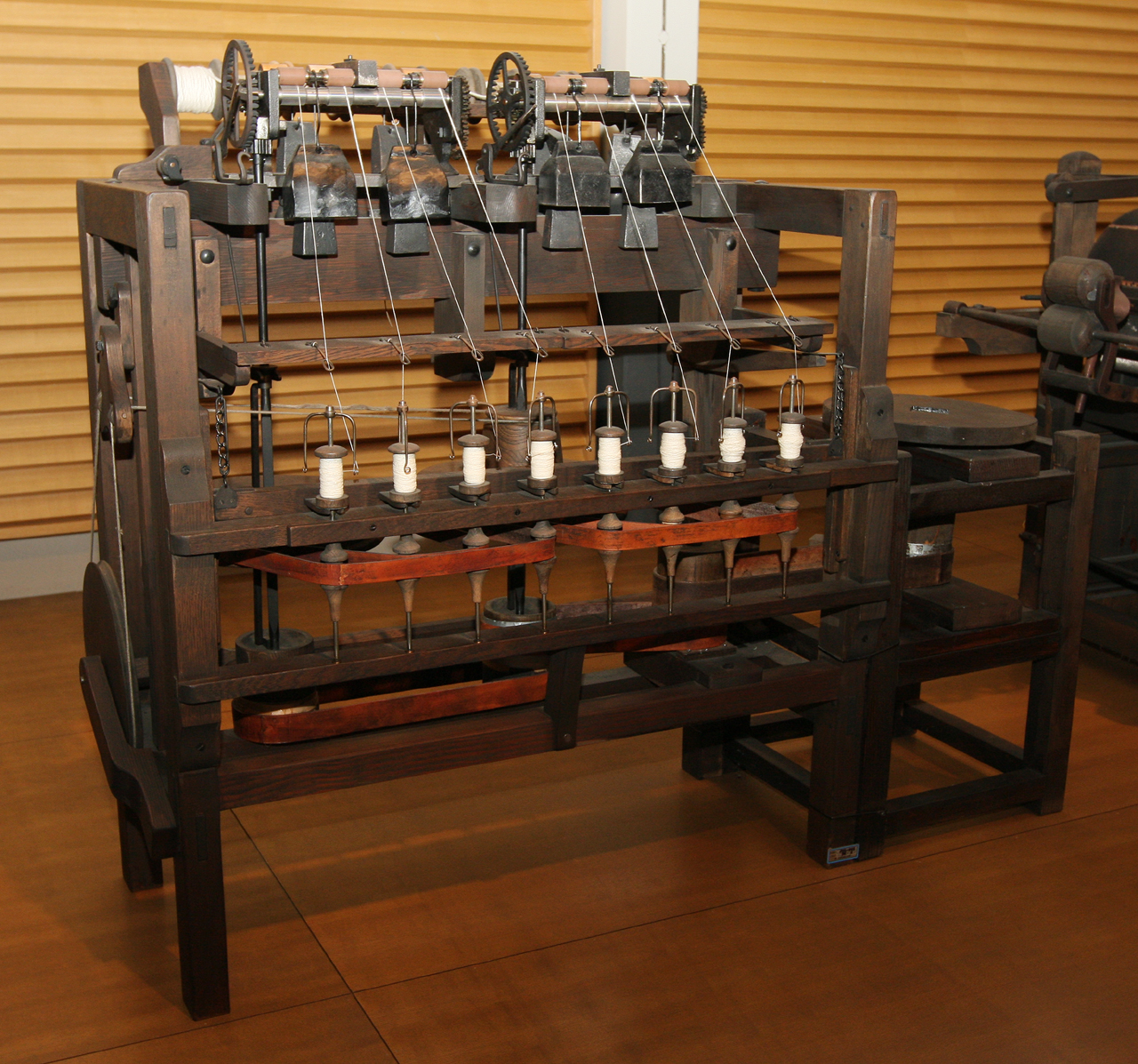
آلة غزل القطن التي اخترعها اركرايت والتي تعمل على طاقة العجلات المائية (الإطارات المائية)

ولد اركرايت في 23 كانون الأول/ ديسمبر 1732 بمدينة برستون، وكان ترتيبه الأصغر بين 13 طفلا، وفي حوالي عام 1750 إنتقل إلى بولتون، وظل عدة سنوات يعمل في صناعة الشعر المستعار ويدير حانوت حلاق وفي عام 1767 ترك هذه المهنة واتجه إلى تصميم آلات الغزل للقطن المصممة على ان تدار باليد من قبل العمال، والتي تستطيع إنتاج خيط منتظم وقوي في آن واحد.

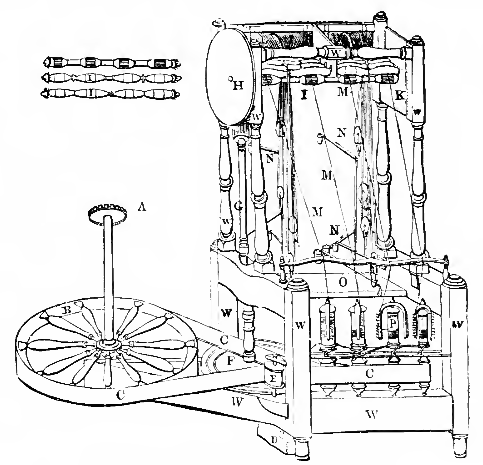
آلة غزل القطن التي أخترعها أركرايت والتي تدار باستخدام طاقة العجلات المائية وعرفت باسم الإطارات المائية

ولقد تم اختبار آلات الغزل الأولى التي اخترعها آركرايت في مبنى مدرسة برستون الثانوية الحرة، في عام 1769، وثبت نجاحها الباهر، وسرعان ما انتقل بعدها إلى مدينة نوتنجهام حيث قام ببناء مصنع صغير لغزل القطن بواسطة آلاته. وفي هذا المصنع كانت الآلات تدار بواسطة الخيل، ولكن في عام 1771 بنى مصنعا آخر أكبر في منطقة كرومفورد بدربيشاير وهنا كانت الالات تدار بواسطة استخدام طاقة العجلات المائية، وفي الأعوام القليلة التالية بنى وأنشأ آركرايت بمعونة (جيديد ياستروت) Jedediah Strutt و (صموئيل نيد) مصانع في لنكو لنشاتر ولانكشاير وسكتلند وأطلق على آلاته التي تدار بالطاقة المائية اسم الإطارات المائية.

## انتشار المصانع
كان في مقدور العمال غير المحترفين أن يشغلوا ويديروا آلات آركرايت بسهولة، مما سهل انتشار فكرته في المصانع الأخرى، وفي العديد من المصانع استخدم عمالا غير ماهرين وأطفال قاصرين لإدارة آلاته، وكنتيجة لذلك وجد العمال والصناع الماهرين القدامى الذين كانوا يغزلون بأيديهم، وجدوا أنفسهم عاطلين عن العمل، فاصبح آركرايت مكروها لديهم. ولهذا في عام 1779 نهبت جماعات من الغوغاء مصانعه في تشورلي، ولكن التقدم في القطن المصنوع آليا لم ينقطع إنتاجه وأستمر بوتيرة سريعة في الانتشار.

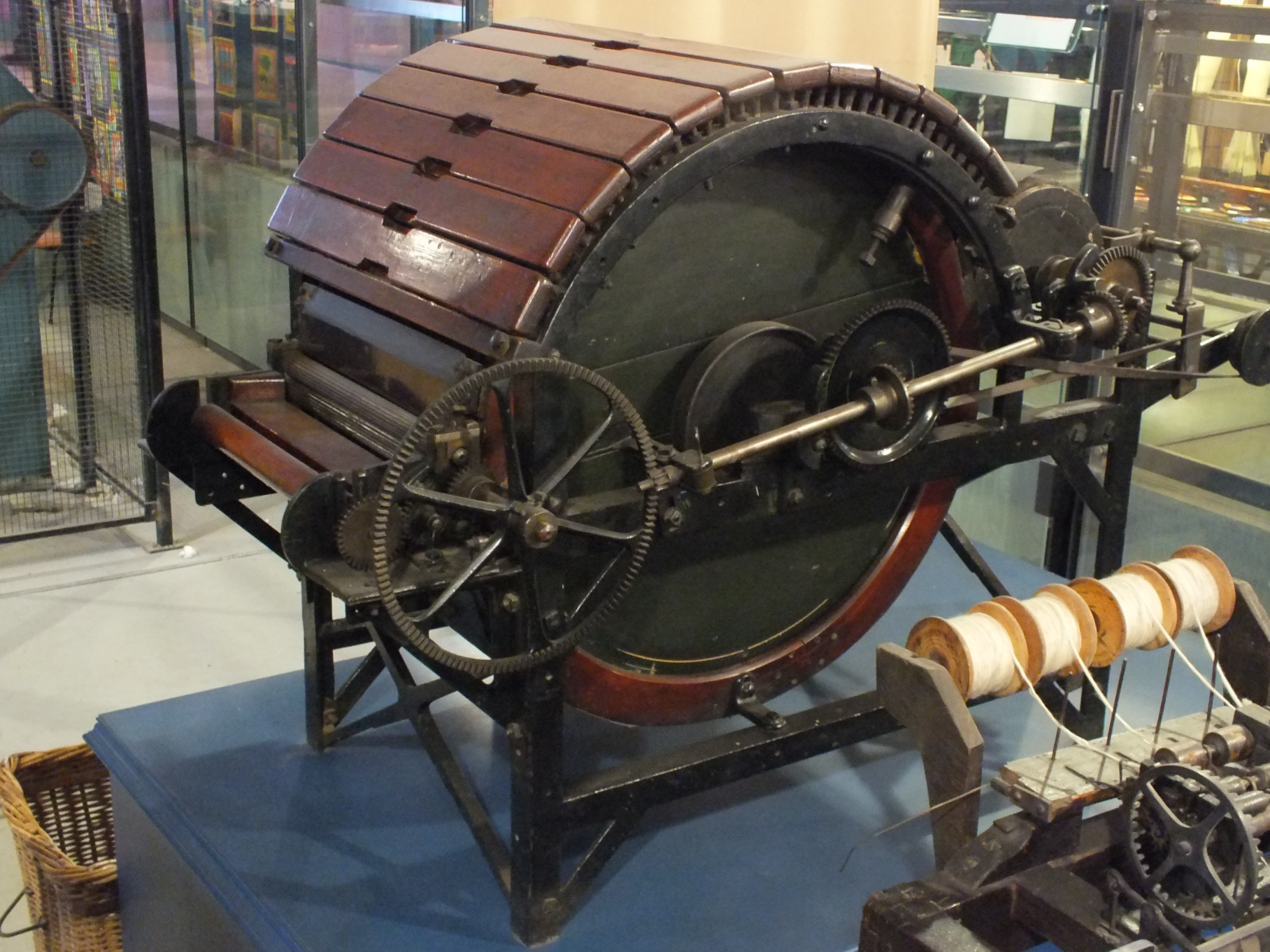
آلة تمشيط الغزل التي أخترعها آركرايت عام 1775 ، ووظيفتها تمشيط الألياف المتشابكة للقطن الخام وترتبها في وضع متواز

وفي عام 1775 قدم ريتشارد آركرايت آلة أخرى من اختراعه إلى صناعة القطن، وهي آلة لتمشيط الغزل بعد إدخال التحسينات عليها وكان جهاز التمشيط عبارة عن آلة تقوم بتمشيط الألياف المتشابكة، التي تكون القطن الخام وترتبها في وضع منظم متوازي، ولكي تكون أكفأ وأسهل مرونة لعمليات اللي والشد التي تنفذ على جهاز الإطار المائي الذي أخترعه، وبإدخال هذه التحسينات أصبح من المستطاع تعميم الآلة في عملية إنتاج خيوط القطن جميعها، ولقد استخدم اختراعا آخر في عام 1790 حيث أ
استخدم آركرايت محركا ذا عارضة مترددة يعمل بالبخار من صناعة جيمس واط وذلك في مصانعه بمدينة نوتنغهام.

## شهرته وقدرته التنظيمية

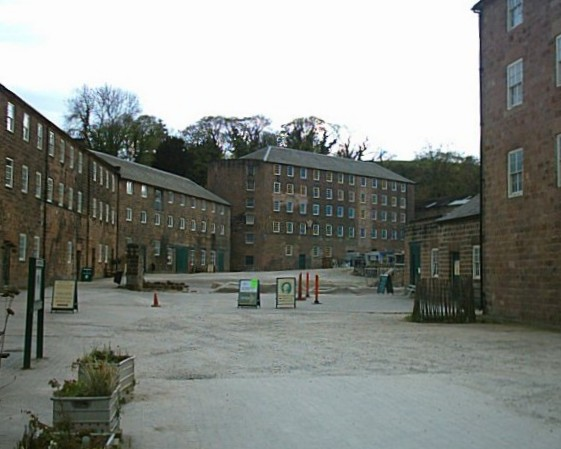
مختبر أو مصنع آركرايت

يعتبر آركرايت من رجال الأعمال البارزين زمن الثورة الصناعية. فقد أنشأ مصنعاً للنسيج عمل فيه خمسة آلاف عامل، وجنى آركرايت من مصنعه هذا ثروة كبيرةً. إلا أن معظم ثروة آركرايت جناها من ترخيص استخدام براءات اختراعاته لمصانع أخرى.
وقد نبعت شهرة ريتشارد آركرايت من إنجازاته في جمع القدرة والآلات والعمالة نصف الماهرة وخامة القطن معا في بيئة عمل تمتاز بالإنتاج الصناعي الوافر، وذلك قبل أكثر من قرن من نجاح هنري فورد في تنظيم عمله الصناعي لتحقيق الإنتاج الوفير أيضاً. وقد جعلت منه خبرته في صناعة الآلات وقدراته التنظيمية بمثابة أب ٍلنظام المصانع الحديثة.

## تكريمه

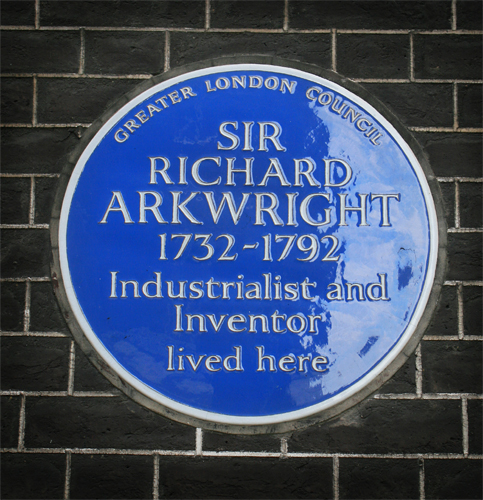
العلامة الزرقاء بمناسبة الأعمال والمؤلفات التي كتبها أركرايت في شارع آدم ستريت، لندن 2012

اعترافا بإنجازاته حصل آركرايت على درجة فارس عام 1786.

## وفاته
توفي ريتشارد اركرايت في عام 1792 عن عمر ناهز الستين عاما، ودفن في كنيسة كرومفورد التي كان قد بناها قرب موقع أول مصنع لهُ للغزل والنسيج القطني الذي يدار بالقدرة والطاقة المائية.

## وصلات خارجية
- ريتشارد آركرايت على موقع الموسوعة البريطانية (الإنجليزية)

Sir Richard Arkwright (1732 - 1792)